# Eulàlia Presas i Plana
Eulàlia Presas i Plana (Barcelona, 1914 - 2018) fou una professora i traductora catalana.
Presas, llicenciada en Filologia Clàssica, després de la guerra feu classes de grec i llatí a instituts i escoles, i compaginà la seva feina com a professora amb les traduccions, gairebé totes de l'anglès i fonamentalment al català, si bé en la postguerra en va fer alguna al castellà. Va ser una traductora tardana amb poques obres, totes elles traduïdes de l'anglès menys una, del grec clàssic. Es va incorporar al món de la traducció en els darrers moments de la postguerra, amb l'arribada d'una nova fornada de traductors i traductores, i ho feu amb la seva primera traducció, datada en 1965 i publicada a la col·lecció “Isard” de l'editorial Vergara, la novel·la The Quiet American, escrita el 1955 per Graham Greene, que aparegué amb el títol L'americà pacífic, i que el 1985 fou reeditada amb el nou títol L'americà tranquil, sense altres canvis, i posteriorment el 2004. Després d'un parèntesi de divuit anys sense activitat traductora, a causa de les intermitències del mercat editorial, el 1983 va traduir per a la Fundació Bernat Metge, des del grec clàssic, El convit de Plató, el sisè volum dels diàlegs del filòsof que apareixia en aquesta col·lecció. Fins al 1995 versionà de l'anglès, a més d'un assaig pedagògic, un seguit de novel·les clàssiques modernes i contemporànies, com Orgull i prejudici, de Jane Austen, la primera obra d'aquesta autora que apareixia en català, inclosa a la biblioteca «A Tot Vent» de Proa; Una princesa a Berlín, d'Arthur R. G. Solmssen, de moment l'única traducció catalana d'aquest autor; L'illa del tresor, de Robert Louis Stevenson, una de la desena de versions que s'han fet d'aquest clàssic juvenil; i La violeta del Prater, de Christopher Isherwood. Fou una traductora fidel i precisa. En la postguerra havia traduït ocasionalment al castellà: és el cas de l'estudi El agua (1954) de Sarah. R. Riedeman.
El 1943 es va casar amb el filòsof català Francesc Gomà i Musté, amb qui va tenir tres fills, Xavier, Eulàlia i Teresa.